# Чепайкин, Игорь Григорьевич
И́горь Григо́рьевич Чепа́йкин (1 августа 1910, Шургуял, Уржумский уезд, Вятская губерния, Российская империя ― 4 марта 1993, Москва, Россия) ― советский военный деятель. В годы Великой Отечественной войны ― заместитель командира 14-й отдельной сапёрной бригады по технической части 5-й сапёрной армии, начальник 29 управления военно-полевого строительства (29-го УВПС) 36 управления оборонительного строительства резерва Главного Командования (36 УОС РГК). Начальник Центрального управления специального строительства (ЦУСС) Министерства обороны СССР (1963―1973).  Генерал-майор инженерно-технической службы (1964).  Заслуженный строитель РСФСР. Кавалер ордена Ленина (1956).

## Биография
Родился 1 августа 1910 года в дер. Шургуял ныне Советского района Марий Эл в семье педагогов. Его отец был директором школы в с. Ронге Уржумского уезда, мать работала учительницей Ронгинского земского  училища.
В 1912 году вместе с семьёй переезжает в Черевково Красноборского района Архангельской области, окончил здесь семилетнюю школу. В 1929 году окончил Брянский строительный техникум.  По распределению был направлен в  г. Шахты Ростовской области, где работал техником-строителем.
В сентябре 1931 года призван в РККА: служил в команде одногодичников в сапёрном батальоне в Новочеркасске, в 1932 году получил звание воентехника 2 ранга и был назначен командиром взвода. В 1937 году окончил Военно-инженерную академию имени В. В. Куйбышева. В ноябре 1937 года был направлен в распоряжение начальника инженерных войск Одесского военного округа и приступил к исполнению обязанностей начальника участка, а затем начальника инженеров Рыбницкого укрепрайона в Молдавии. В 1939 году занял должность начальника отдела укрепрайонов штаба Одесского военного округа.
Участник Великой Отечественной войны: служил на границе Молдавии военинженером 3 ранга, принимал участие в строительстве оборонительных рубежей в районе Одессы, в августе 1941 года руководил строительством рубежей под Днепропетровском. Участвовал в Сталинградской битве ― заместитель командира 14-й отдельной сапёрной бригады по технической части 5-й сапёрной армии, инженер-майор, в Битве на Курской дуге и при освобождении Венгрии и Австрии ― начальник 29 управления военно-полевого строительства (29-го УВПС) 36 управления оборонительного строительства резерва Главного Командования (36 УОС РГК), инженер-подполковник. В августе 1945 года возглавил оперативно-рекогносцировочный и технический отдел Главного управления оборонительного строительства Красной Армии. Награждён орденами Отечественной войны I и II степени (дважды), Красной Звезды (дважды) и медалями.
После войны служил в Центральном управлении специального строительства (ЦУСС) Министерства обороны СССР главным военным инженером, в 1963―1973 годах руководил этим управлением, генерал-майор инженерно-технической службы (1964). Участвовал в строительстве космодрома «Байконур», за что был награждён нагрудным знаком «Почётный строитель Байконура». Ему присвоено почётное звание «Заслуженный строитель РСФСР». В 1956 году награждён орденом Ленина, также награждён орденами Красного Знамени, Красной Звезды (дважды) и медалями. В 1973 году был уволен с военной службы.
В 1975 году при его участии в строительном техникуме № 12 города Москвы был открыт Музей 29-го управления военно-полевого строительства. Долгое время являлся председателем Совета ветеранов 29-го УПВС.
В 1970 году вместе с А. П. Макаровым и К. А. Вихиревым стал одним из авторов книги воспоминаний «Военные строители в Отечественной войне: Боевой путь 29-го УВПС».
Ушёл из жизни 4 марта 1993 года в Москве. Похоронен на Ваганьковском кладбище.

## Награды и звания
- Орден Ленина (30.12.1956)[7]
- Орден Красного Знамени (19.11.1951)[7]
- Орден Отечественной войны I степени (15.11.1943)[7]
- Орден Отечественной войны II степени (26.06.1943, 06.04.1985)[7]
- Орден Красной Звезды (04.04.1943; 12.02.1945; 05.11.1946; 25.07.1958)[7]
- Медаль «За боевые заслуги» (21.02.1945)[7]
- Медаль «За оборону Сталинграда» (22.12.1942)[7]
- Медаль «За оборону Одессы» (22.12.1942)[7]
- Медаль «За победу над Германией в Великой Отечественной войне 1941—1945 гг.» (09.05.1945)[7]
- Медаль «За взятие Будапешта» (09.06.1945)[7]
- Медаль «За победу над Японией» (30.09.1945)[7]
- Юбилейная медаль «30 лет Советской Армии и Флота» (1948)[7]
- Юбилейная медаль «40 лет Вооружённых Сил СССР» (1958)[7]
- Юбилейная медаль «50 лет Вооруженных Сил СССР» (1967)[7]
- Медаль «В память 800-летия Москвы» (1947)[7]
- Юбилейная медаль «За воинскую доблесть. В ознаменование 100-летия со дня рождения Владимира Ильича Ленина» (1970)[7]
- Заслуженный строитель РСФСР[4]
- Нагрудный знак «Почётный строитель Байконура»[4]